# Melisso de Samos
Melisso de Samos (em grego clássico: Μέλισσος ὁ Σάμιος) foi um militar, político, filósofo e poeta grego.
Ele nasceu na ilha de Samos, Mar Egeu, em c.470 a.C.. Melisso foi um filósofo da Escola eleática, sendo, provavelmente, discípulo de Parmênides.
Provavelmente o filósofo é o mesmo Melisso que Plutarco menciona como comandante da frota de Samos, que derrotou os atenienses em 442 a.C..
Um estadista e comandante naval sâmio que também contribuiu com a filosofia, e produziu influência no atomismo de Leucipo e Demócrito, tornando-se um dos continuadores da escola eleática, os quais tenderam a conciliações. Inicialmente o militar, desempenhou papel de relevância na política grega, como comandante da esquadra naval que derrotou os atenienses de Péricles (441 a.C.). Praticamente este é a única ação que se sabe de sua vida e como filósofo, que tenha atingido o apogeu de sua existência pelos anos posteriores a esta batalha (444-441 a.C.). Pela sua obra depreende-se que foi mais um polemista e defensor das idéias de Parmênides de Eleia, portanto antipitagórico, e sobretudo contra Empédocles, não se sabe todavia como teria tomado contato com as doutrinas da escola ocidental. Tratou de ajustar os extremismos do eleaticismo com a filosofia jônica, tornando-se responsável pela sistematização dessa doutrina, além de mudar alguns pontos de vista, e estabeleceu que o ser é infinito, tal como é infinito no tempo, ou seja eterno. Seu principal poema foi Sobre o ser ou Sobre a Natureza, do qual se conservaram até nossos dias dez fragmentos, e morreu em lugar incerto. Simplício se referiu a um seu livro, denominando-o Tratado sobre a física ou do ente.